# Doudleby (České Budějovice-i járás)
Doudleby település Csehországban, a České Budějovice-i járásban. Doudleby Střížov, Římov, Heřmaň, Borovnice, Plav és Kamenný Újezd településekkel határos. Lakosainak száma 473 fő (2024. január 1.).

## Népesség
A település lakosságának változását az alábbi diagram mutatja:
| Lakosok száma | 491  | 512  | 454  | 371  | 367  | 354  | 463  | 485  | 472  | 473  |
|               | 1869 | 1890 | 1921 | 1950 | 1980 | 2001 | 2017 | 2019 | 2022 | 2024 |